# Arlekino i drugie
Arlekino i drugie (in russo Арлекино и другие?) è il secondo album in studio della cantante russa Alla Pugačëva, pubblicato nel maggio 1979 dalla Melodija.

## Tracce
Lato A
1. Ty sniš'sja mne – 3:44 (testo: Nikolaj Šumakov – musica: Aleksej Mažukov)
2. 22+28 – 2:46 (testo: Vladimir Lugovoj – musica: Vjačeslav Dobrynin)
3. Jasnye svetlye glaza – 3:49 (testo: Vladimir Lazarev – musica: Robert Manukov)
4. Posidim, pookaem – 3:25 (testo: Il'ja Reznik – musica: Aleksandr Muromtsev)
5. Arlekino – 4:30 (testo: Boris Barkas – musica: Emil Dimitrov, Pavel Slobodkin)

Lato B
1. Mne nravitsja – 1:34 (testo: Marina Cvetaeva – musica: Mikaèl Tariverdiev)
2. U zerkala – 1:36 (testo: Marina Cvetaeva – musica: Mikaèl Tariverdiev)
3. Po ulice moej – 2:48 (testo: Bella Achmadulina – musica: Mikaèl Tariverdiev)
4. Posredi zimy – 5:58 (testo: Naum Olev – musica: Pavel Slobodkin)
5. Bez tebja – 4:34 (testo: Vladimir Charitonov – musica: Anatolij Dneprov)
6. Očen' chorošo – 3:21 (testo: David Usmanov – musica: Aleksej Mažukov)